# Microporus atrovillosus
Microporus atrovillosus är en svampart som beskrevs av Ryvarden 1975. Microporus atrovillosus ingår i släktet Microporus och familjen Polyporaceae.   Inga underarter finns listade i Catalogue of Life.